# Herman Sietsma
Herman Hendrik Sietsma (Ridderkerk, 15 september 1953) is een Nederlands politicus namens de ChristenUnie.

## Biografie
Sietsma was gemeenteraadslid in Ermelo en provinciesecretaris en hoofd van de ambtelijke organisatie van de provincie Utrecht. Eerder vervulde hij diverse functies in het openbaar bestuur.
Van 13 september 2016 tot 21 december 2016 was hij lid van de Eerste Kamer, als vervanger van Mirjam Bikker toen zij met zwangerschaps- en bevallingsverlof was.
Hierna werd hij interim-directeur van het Historisch Centrum Overijssel te Zwolle als opvolger van partijgenoot Arie Slob die tussen januari 2016 en oktober 2017 directeur was. Medio 2018 volgde Sietsma tijdelijk Hans Alders op als Nationaal Coördinator Groningen. Nog datzelfde jaar werd hij opgevolgd door Peter Spijkerman.
Na de Provinciale Statenverkiezingen van 2023 werd Sietsma samen met Pieter van Maaren gevraagd door de BoerBurgerBeweging om te verkennen voor een vorming van een coalitie in Flevoland. Van Maaren en Sietsma adviseerden om te onderhandelen over een coalitie van BBB, VVD, ChristenUnie, PVV en SGP en eventueel JA21. Van Maaren en Sietsma kregen de opdracht om te starten met een gesprek met BBB, VVD, CU, PVV en SGP.